# Asahigaoka (metropolitana di Sendai)
Asahigaoka (旭ヶ丘駅?, Asahigaoka-eki) è una stazione della metropolitana di Sendai situata nel quartiere di Aoba-ku nella zona nord di Sendai, in Giappone.

## Linee
■ Linea Namboku

## Struttura
La stazione, sotterranea, è dotata di un marciapiede centrale con due binari protetti da porte di banchina a mezza altezza. I binari si trovano al primo piano sotterraneo, mentre al piano terra è presente il mezzanino. A causa della conformazione del territorio parte dei binari si trovano di fatto in superficie, anche se chiusi all'interno di una protezione, che lascia comunque intravedere l'esterno.
| 1 | ■ Linea Namboku | per Sendai e Tomizawa |
| 2 | ■ Linea Namboku | per Izumi-Chūō        |

## Stazioni adiacenti
| «             | Servizio      | »             |
| Linea Namboku | Linea Namboku | Linea Namboku |
| ------------- | ------------- | ------------- |
| Kuromatsu     | -             | Dainohara     |